# کریستین رایان
کریستین رایان (انگلیسی: Christian Ryan؛ ۵ ژوئن ۱۹۷۷ – ) قایقران روئینگ اهل استرالیا بود.
وی در مسابقات کشوری و بین‌المللی در مجموع برندهٔ ۱ مدال طلا، ۱ مدال نقره شده‌است.